# Aibl
Aibl là một đô thị thuộc huyện Deutschlandsberg thuộc bang Steiermark, nước Áo. Đô thị Aibl có diện tích 40,7 km², dân số thời điểm năm 2005 là 1504 người.